# Who's That Girl (sång)
"Who's That Girl" är en låt framförd av den amerikanska popartisten Madonna i filmen Who's That Girl (1987) och utgiven på filmens soundtrack samt på singel den 30 juni 1987. Under inspelningen av filmen, då kallad Slammer, hade Madonna bett Patrick Leonard utveckla en upptempolåt som skulle spegla personligheten hos hennes filmkaraktär. Utifrån Leonards demoband arbetade hon sedan fram text och sång varefter "Who's That Girl" kom att bli titeln på både låten och filmen.

## Musikvideo
Videon till låten regisserades av Peter Rosenthal.

## Format och låtlistor
| - 7"-vinylsingel 1. "Who's That Girl" – 3:58 2. "White Heat" – 4:40 - 12"-vinylsingel – Storbritannien 1. "Who's That Girl" (Utökad version) – 6:29 2. "White Heat" (LP-version) – 4:40 | - 12"-vinylsingel – USA 1. "Who's That Girl" (Utökad version) – 6:29 2. "Who's That Girl" (Dubversion) – 5:07 3. "White Heat" (LP-version) – 4:40 - CD-maxisingel – Tyskland, Storbritannien (1995) 1. "Who's That Girl" (Utökad version) – 6:29 2. "White Heat" – 4:40 |

## Medverkande
- Madonna – sång, låtskrivare, producent
- Patrick Leonard – låtskrivare, producent
- Michael Barbiero – ytterligare produktion, ljudmix
- Steve Thompson – ytterligare produktion, ljudmix

Medverkande är hämtade ur albumhäftet till Who's That Girl.